# Bilaspur, Chhattisgarh
Bilaspur är en stad i delstaten Chhattisgarh i Indien, och är administrativ huvudort för ett distrikt med samma namn. Folkmängden uppgick till cirka 365 000 invånare vid folkräkningen 2011. Hela storstadsområdet beräknades ha cirka 570 000 invånare 2018.